# كريستال ريفر
كريستال ريفر (بالإنجليزية: Crystal River)‏ هي مدينة أمريكية تقع في ولاية فلوريدا. تبلغ مساحة هذه المدينة 16.3 (كم²)،ويبلغ عدد سكانها 3485 نسمة حسب إحصاء سنة 2010 م 3485.تشير إحصاءات سنة 2000م بأن الكثافة السكانية في هذه المدينة تقدر بـ(213.8) نسمة/كم2 